# Heimkveld Kunst
Heimkveld Kunst est un groupe de musique Ambient créé à la fin des années 2005 par C.-04.

## Biographie
À l'origine, Heimkveld Kunst était un groupe plus axé vers le dark ambient et la musique expérimentale ayant pour influence des groupes de black metal, de dark ambient et de metal symphonique. Né en hiver 2005, ce n'est qu'en 2006 que les premières compositions commencent à voir le jour. Beaucoup sont de qualité audio médiocres, elles restent aujourd'hui préservées. Au fur et à mesure que les années s'écoulent, le groupe prend une tournure différente, quittant ses aspects froid, malsain, dérangeant et oppressant pour se rediriger vers le rêve, l'illusion.

## Discographie

### Démos
- 2006 : Prélude
- 2007 : Promo Mars 2007 (aussi connu sous Partie II)

### Albums & EPs
- 2009 : MM V IX
- 2009 : Egaré Dans L'Oubli (Ré-édité en 2011)
- 2010 : Old & Abandonned Songs
- 2010 : Nature Sounds

### Autre
- 2007 : Split avec Decomposed Corpses.
- 2007 : Apparition du titre Crépuscule de Tristesse sur la compilation Obscure Synergy Chapter I.
- 2008 : Apparition du titre Prière Universelle sur la compilation Trinity on Tritherapie du label Bone Structure.
- 2010 : Secret Earth